# Gobierno de Miguel de San Román
El gobierno constitucional de Miguel de San Román en el Perú empezó el 24 de octubre de 1862 y terminó el 3 de abril de 1863 debido al fallecimiento de dicho mandatario, víctima de una enfermedad. Apenas duró cinco meses y nueve días.
En el aspecto político, San Román se mostró abierto y tolerante. Dio una ley de amnistía que permitió el retorno de los exiliados por el gobierno anterior, entre ellos el líder liberal José Gálvez, el expresidente José Rufino Echenique y el general Manuel Ignacio de Vivanco. Se realizaron elecciones municipales, triunfando en Lima el general Antonio Gutiérrez de la Fuente, candidato de los echeniquistas.
En el aspecto económico, debió afrontar una crisis económica derivada de los gastos asumidos por el gobierno anterior y por la baja internacional del precio del guano, el producto que continuaba siendo el que más rentas daba al erario. Para paliar la situación, recurrió al método ya común de los gobernantes del bum guanero: solicitar préstamos a los consignatarios del guano a cuenta de la venta de este producto.
Entre otras obras de su breve mandato destacan: la dación de una ley de saneamiento monetario, que impuso el sistema bimetalista (oro y plata) y una nueva moneda, el Sol; la implantación del sistema decimal de pesas y medidas; y la fundación de los primeros bancos comerciales. Además, se continuaron las obras públicas iniciadas por el gobierno anterior, sin iniciar otras.

## Las elecciones de 1862
Cuando se hallaba en su tramo final el segundo gobierno de Ramón Castilla (1858-1862), se inició una enconada lucha electoral entre varios candidatos, siendo los principales: el mariscal Miguel de San Román, el general Juan Antonio Pezet, el doctor Juan Manuel del Mar y, en ausencia, el expresidente José Rufino Echenique. Todo indicaba que ninguno obtendría mayoría y se repartirían la votación, y eso hizo temer a la ciudadanía que Castilla apelara a alguna salida plebiscitaria para prorrogarse en el poder, pese a que ya el Congreso en 1860 había prohibido la reelección.
Pero el panorama cambió cuando Castilla brindó su respaldo a la candidatura presidencial de San Román, y cuando Pezet renunció a su candidatura y unió sus fuerzas con las de San Román, pasando a ser su candidato a la primera vicepresidencia. Para la segunda vicepresidencia el candidato elegido fue el general Pedro Diez Canseco, el cuñado de Castilla. De modo que la lucha electoral se circunscribió principalmente entre San Román y Del Mar.

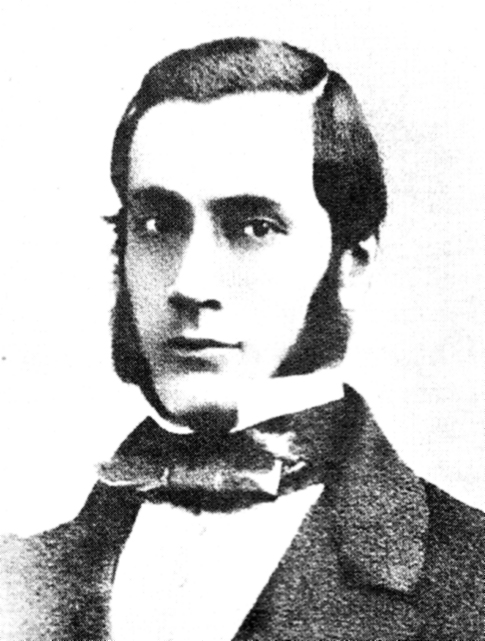
El doctor Juan Manuel del Mar, postuló a la presidencia de la República en 1862 pero falleció en plena campaña electoral.

Juan Manuel del Mar era político y jurisconsulto, natural de Cuzco. Era entonces el primer vicepresidente de la República, aunque no gozaba de la simpatía del presidente Castilla, que lo llamaba despectivamente el “hijo de escribano” y lo acusaba de haber tratado de reconciliarse con la oposición mientras había ejercido interinamente el mando en 1859. Fatalmente, Del Mar enfermó gravemente en plena campaña electoral y tras una larga agonía, falleció el 16 de junio de 1862.
Miguel de San Román apareció entonces como el favorito para ganar las elecciones. Era visto como el natural sucesor de Castilla, al que había servido como su lugarteniente a lo largo de sus campañas militares, desde la revolución de 1854 hasta la guerra civil de 1856-58. Incluso, parte de los opositores al gobierno, entre ellos los liberales, apoyaron su candidatura, confiando en que se mostraría contemporizador y que garantizaría el traspaso del poder.
Quedaba solo como candidato de la oposición el expresidente Echenique, quien asegura en sus Memorias que gozaba de popularidad en Lima y Arequipa. Echenique dice que en Lima, sus partidarios pasearon su retrato delante del mismo Castilla en Palacio de Gobierno, y que en Arequipa, San Román tuvo que trasladar tropas de Puno para orientar la opinión a su favor, a manera de coacción. Acusó también al presidente Castilla de gastar 400 mil pesos en sobornos para favorecer a sus candidatos.
San Román tenía pues, asegurado su triunfo, pero en cuanto a las vicepresidencias, hubo algunos forcejeos. Frente al binomio oficialista Pezet-Diez Canseco, los liberales lanzaron tardíamente como candidatos a las vicepresidencias a Luis La Puerta y Manuel Costas. Estos sumaron muchos votos, a tal punto que amenazaron a que los candidatos oficialistas no lograran obtener la mayoría requerida. En tal caso, la elección de los vicepresidentes debía trasladarse al Congreso, donde ya se efectuaba la revisión de las actas electorales. Cuenta el deán Juan Gualberto Valdivia, que enterado Castilla de ello, se reunió con algunos diputados y les intimó a que apoyaran a los candidatos oficialistas a la vicepresidencia.
Desarrollado el escrutinio en el Congreso, resultó ganador como presidente el general San Román con 3401 votos de los 4615 electores sufragantes; y como primer vicepresidente el general Juan Antonio Pezet con 2554 votos. En cuanto a la segunda vicepresidencia, ninguno de los candidatos obtuvo la mayoría, por lo que el Congreso se encargó de la elección, resultando elegido el general Pedro Diez Canseco con 64 votos, frente a los 42 que obtuvo Manuel Costas. El Congreso proclamó a los vencedores el 29 de agosto de 1862. San Román se hallaba entonces en Arequipa y una comisión del Congreso fue a informarle de su elección.

## Toma de mando

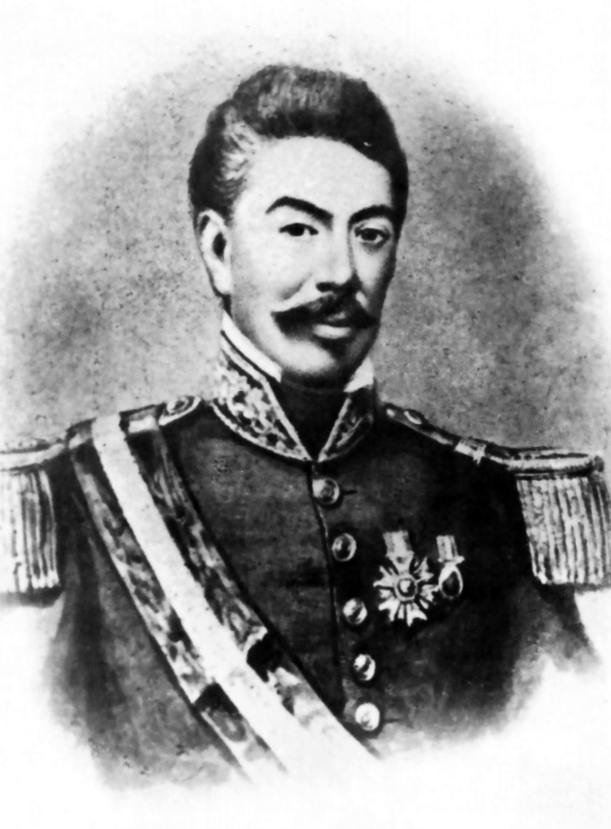
Miguel de San Román, según grabado del.

Hubo temor entre la ciudadanía de que Castilla no respetase el resultado de las elecciones y se prorrogase en el poder. Pero el viejo mariscal (que tenía entonces 65 años), según se desprende de su correspondencia ya había tomado la decisión de retirarse para descansar tras una larga y activa vida pública. Aun así, a raíz de una visita que hizo a Lurín para observar las maniobras del Ejército, corrieron en Lima rumores infundados de que daría un golpe de Estado.
El traspaso de mando a San Román se realizó sin ningún contratiempo. Castilla dio un mensaje a la Nación, en el que dijo:

Desciendo del alto puesto que vuestra libre voluntad me designó con la conciencia tranquila y con la frente limpia de las feas manchas que deja tras sí el crimen… Cansado de las tareas administrativas, voy en busca de reposo que tanto ha menester una existencia crudamente combatida por los contratiempos, la revolución y las fatigas de la guerra.

San Román inauguró su mandato el 24 de octubre de 1862, para un periodo de cuatro años, según la Constitución de 1860, pero solo llegaría a gobernar unos meses. Castilla, por su parte, se retiró a su villa favorita, Chorrillos, donde organizó tertulias con sus fieles amigos.
Con motivo del acontecimiento de la toma de mando de 1862, José Bernardo Alzedo compuso un Himno Inaugural, que fue tocado en el teatro principal a toda orquesta y por las bandas militares.

## Aspecto político

### El Consejo de Ministros

El jurista José Gregorio Paz Soldán, fue el presidente del Consejo de Ministros y ministro de Relaciones Exteriores del gobierno de San Román.

San Román al principio quiso formar un gabinete encabezado por el general Manuel de Mendiburu, pero ante el rechazo que este personaje provocaba en la opinión pública, optó por nombrar como presidente del Consejo de Ministros a José Gregorio Paz Soldán. Este ejercía entonces como fiscal de la Corte Suprema y había sido canciller del primer gobierno de Ramón Castilla y del gobierno de José Rufino Echenique. El deán Valdivia dice que esa elección se debió al agradecimiento de San Román hacia Paz Soldán, porque este le había refaccionado y decorado su casa donada por el Estado, pero, como bien observa Basadre, debió ser ante todo por la capacidad y trayectoria de dicho político.
El Consejo de Ministros quedó así conformado:
- José Gregorio Paz Soldán, Presidente del Consejo de Ministros y ministro de Relaciones Exteriores.
- Antonio Arenas, ministro de Gobierno, Policía y Obras Públicas.
- Melchor Vidaurre, ministro de Justicia, Instrucción y Beneficencia.
- General Isidro Frisancho, ministro de Guerra y Marina.
- Coronel José Santos Castañeda, ministro de Hacienda.

### La ley de amnistía. Retorno de los exiliados

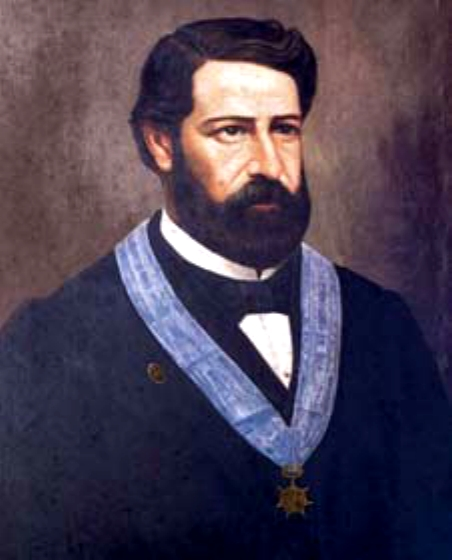
José Gálvez Egúsquiza, líder de los liberales, regresó al Perú tras una ley de amnistía dada por el gobierno de San Román.

San Román se destacó por su tino y cordura como gobernante. Una de sus primeras acciones fue permitir, mediante una ley de amnistía, el retorno de los políticos desterrados durante el segundo gobierno de Castilla. Entre ellos se hallaban los liberales, lo que ocasionó todo un revuelo en Lima. Por su parte, el grupo de políticos liberales que habían apoyado a San Román se reunió en torno a la figura de Francisco Javier Mariátegui, y anunció su propósito de continuar en la política con el nombre de Partido Liberal. El más prominente líder liberal que regresó del destierro fue José Gálvez (el futuro héroe del Dos de Mayo), que fue agasajado por sus partidarios con un gran banquete realizado en la huerta de Matalinares (donde después se levantó el Palacio de la Exposición, hoy sede del Museo de Arte de Lima), el día 15 de noviembre de 1862.
El expresidente José Rufino Echenique regresó a Lima el 11 de noviembre de 1862, siendo recibido masivamente por la población. En la noche de ese mismo día visitó a San Román. El Ejecutivo le restituyó en su grado de general en el Ejército y el Congreso lo indemnizó de los daños que su propiedad había sufrido durante la revolución de 1854. El echeniquismo como partido político pareció entonces renacer.
Otro de los importantes desterrados que retornaron entonces fue el general Manuel Ignacio de Vivanco, que arribó a Lima el 23 de diciembre de 1862, procedente de Chile. A diferencia de Echenique, su recibimiento fue más bien anodino, aunque fueron a visitarle muchas personas. Él también visitó al presidente San Román, aunque sin recibir mayor privanza.

### Elecciones municipales
En las elecciones para renovar la Municipalidad de Lima surgió una vez más la pugna entre echeniquistas y vivanquistas. Triunfaron los primeros, que llevaron a la alcaldía de Lima al general Antonio Gutiérrez de la Fuente.

### Modificación de la Ley del Consejo de Ministros
El 19 de febrero de 1863 se dio una nueva modificación de la Ley del Consejo de Ministros, la tercera de esta ley dada bajo el segundo gobierno de Castilla. Se enfocaba en la naturaleza ilustrativa, deliberativa y consultiva de los temas sometidos a voto en el Consejo de Ministros. El voto ilustrativo era el que el presidente pedía al Consejo de manera voluntaria, sin que tuviera efecto en la decisión presidencial. El voto deliberativo se refería a consultas de carácter forzoso, sobre asuntos de gravedad, y cuyas resolución debía ser cumplida por el presidente; implicaba un recorte a la autoridad de este y era la novedad que traía esta ley. El voto consultivo se daba también en consultas de carácter forzoso, aunque su cumplimiento no era indispensable, en casos como la observación de una ley dada por el Congreso, la facultad de levantar un empréstito, el nombramiento de un representante diplomático o de otro tipo. La ley estableció también que cuando vacaba un ministro, el presidente de la República podía elegir en su reemplazo a otro ministro en funciones, en calidad de Encargado.

### El retiro de Castilla

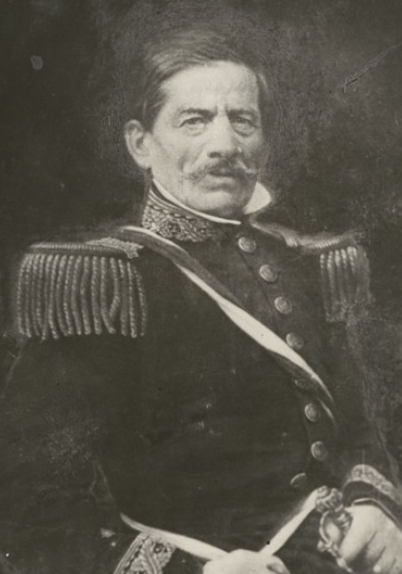
El mariscal Ramón Castilla, pronto se decepcionó de San Román a pesar de haber sido él quien favoreció su triunfo en las elecciones de 1862.

Castilla, que se hallaba con la salud delicada, se mantuvo en su retiro de Chorrillos, sin intención de volver a participar en política. Al menos, eso era lo que afirmaba en sus cartas. Se entretuvo leyendo y comentando con sus amigos las críticas que desde la prensa le hacían sobre su pasado gobierno. Pero cuando creyó llegado el momento de responder a los ataques más exacerbados, encomendó tal tarea a Manuel Atanasio Fuentes, el Murciélago, que había sido antaño su detractor.
Castilla pronto se decepcionó de San Román y tuvo la impresión de que sus enemigos políticos habían influido en el ánimo del presidente para perjudicarle. Recibió incluso un informe confidencial que aseguraba que San Román había dado la orden de ponerlo en prisión. Castilla no dio importancia a ello o al menos trató de dar esa impresión; de todos modos, pocas veces salía de su casa de Chorrillos y recibía escasas visitas. Hasta que sobrevino la grave enfermedad del presidente; fue entonces cuando Castilla retomó su protagonismo en la vida pública.

## Aspecto económico

### Nuevos empréstitos

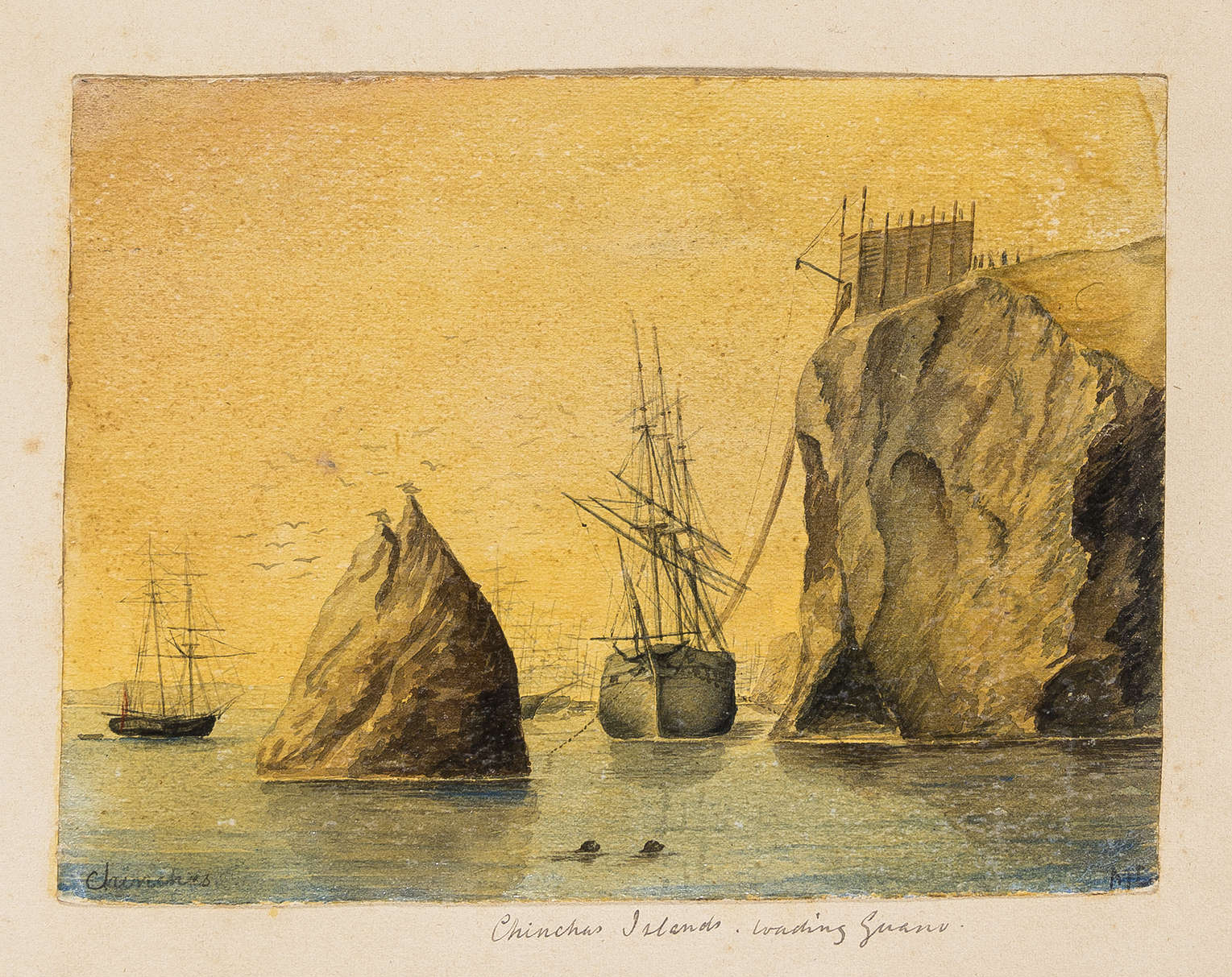
El carguío de guano en las islas Chincha. El baja del precio internacional del guano repercutió negativamente, ya que las rentas de ese producto representaban la mayor parte de los ingresos del Estado.

Cuando asumió el poder San Román, el Perú atravesaba por una grave penuria fiscal, debido a los grandes gastos hechos por el anterior gobierno de Castilla en materia militar y naval, obras públicas y una intervención militar en Ecuador. A ello se sumaba la baja del precio internacional del guano. A tal punto llegaba la situación, que se debían varios meses de sueldos a los empleados públicos.
Para atender los gastos más urgentes de la administración pública, San Román tuvo que acudir al gravoso sistema del empréstito a cuenta de la venta del guano, algo que ya se había hecho regla corriente en todos los gobiernos republicanos de la era del bum guanero. De ese modo se intensificó aún más la dependencia del Estado hacía ese sistema, en el que los consignatarios del guano lucraban a costa del Estado.
En noviembre de 1862 se concertó con Casa Witt y Schutte (dueña de la consignación en Alemania desde 1860), un adelanto de 700 mil pesos a cuenta de la venta del guano.

### Aprobación del empréstito Sanz-Heywood, Kenard y Cia.
Por resolución legislativa de 29 de noviembre de 1862 se aprobó el empréstito concertado por el gobierno de Castilla por 5 500 000 de libras (contratado en Londres por Mariano José Sanz con Heywood, Kennard y Cía.). Parte de ese monto, que ascendía a la cantidad de 899 721 libras se hallaba depositado en la sede de la Casa Gibbs en Lima, en lingotes de oro y custodiado por el ejército, debido a que la Cámara de Diputados se había negado a autorizar al presidente Castilla disponer de ellos. De esa manera, San Román puso así fin a ese enojoso litigio entre el Ejecutivo y el Legislativo que había heredado del gobierno anterior.

### El saneamiento monetario. El sistema bimetalista. El Sol

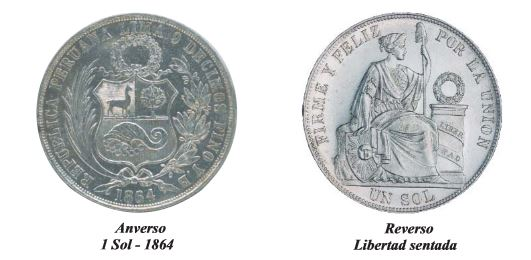
Moneda de un Sol de 1864.

Hasta entonces, la unidad monetaria usada por el Perú era en teoría el antiguo peso de la época virreinal, pero en la práctica lo que entonces circulaban en el mercado eran las monedas febles o de baja ley introducidas por Bolivia, que seguían trastornando la economía del país. Era pues necesaria una Ley de Saneamiento Monetario, para la conversión y unificación del sistema monetario peruano. El Congreso de 1862 discutió extensamente este problema. Finalmente, por ley de 14 de febrero de 1863, firmada por San Román y su ministro de Hacienda José Santos Castañeda, se estableció el sistema bimetalista (oro y plata), adoptando como nueva unidad monetaria el Sol. La relación entre la moneda de oro y la de plata, era de 20 a 1. Es decir, un Sol de oro equivalía a 20 Soles de plata. El Sol fue dividido en fracciones decimales, de acuerdo al sistema métrico decimal (medio, cuarto, quinto, décimo y vigésimo). El peso antiguo quedó fijado en 80 centavos.
A partir de entonces, se pusieron en circulación los soles de oro y plata, que suplantaron así al viejo peso colonial. No obstante, la conversión monetaria fue un proceso lento y oneroso que no se culminó sino hasta 1866. El bimetalismo, es decir, el uso simultáneo de patrones de oro y plata, estuvo vigente en el Perú hasta 1872, aunque se acuñaron pocas monedas de oro en comparación con las de plata.

### Fundación de los primeros bancos

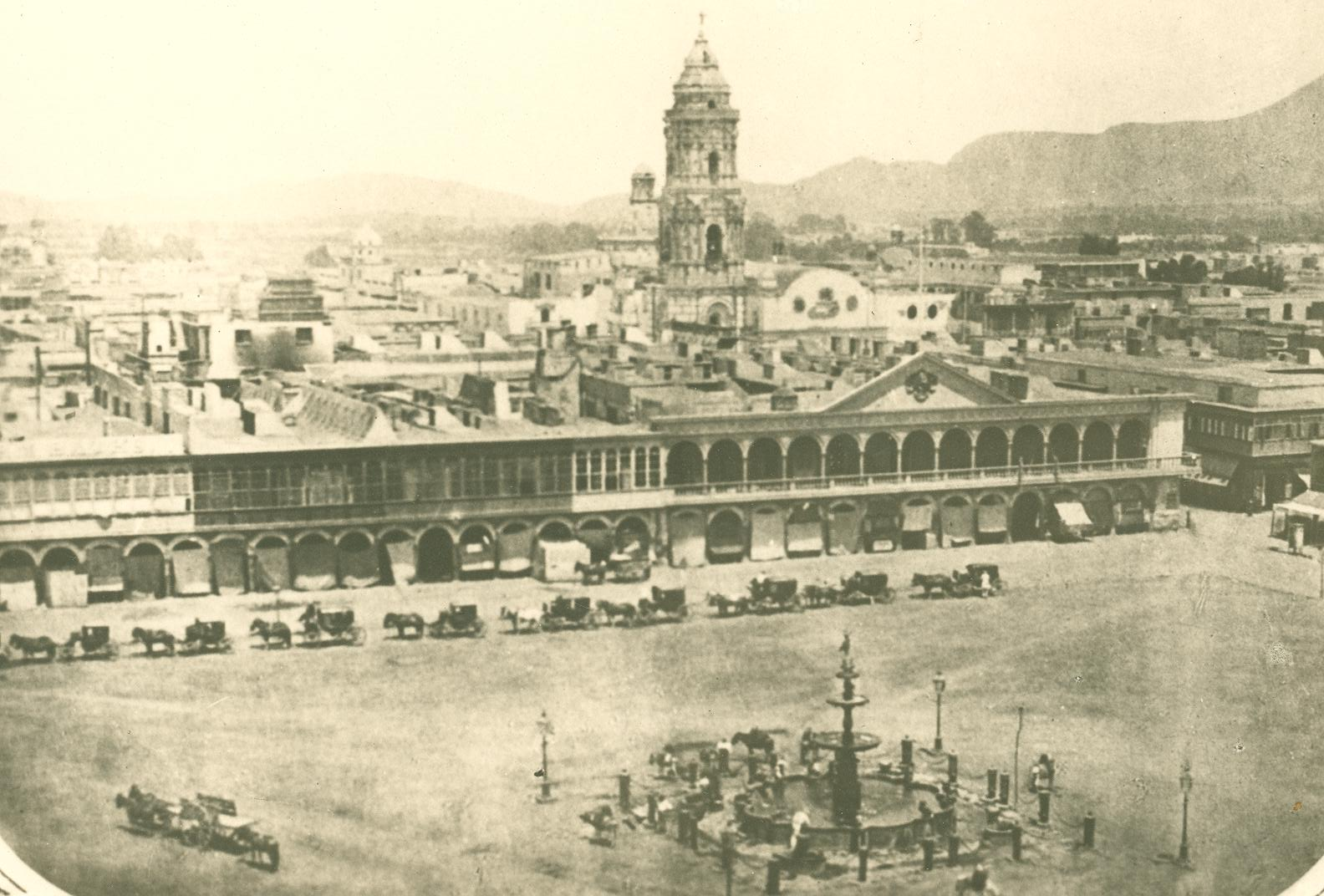
Fotografía de los años 1860 donde se ve la Plaza Mayor y el edificio de la Municipalidad de Lima.

Durante este gobierno aparecieron los primeros bancos comerciales. El primero de ellos se fundó en Lima, en noviembre de 1862: el Banco y Monte de Piedad “La Providencia”, Sociedad Anónima General del Perú. En su directorio figuraban el general José Miguel Medina y el empresario cerreño Francisco Quirós. Este banco, al amparo del liberalismo existente en la legislación comercial, empezó a emitir billetes de cinco pesos, no obstante no ser un banco de emisión. Estos billetes tuvieron acogida del público, debido a que por entonces había escasez de circulante.
Al año siguiente, con posterioridad al gobierno de San Román, se inauguraron el Banco del Perú y una dependencia del Banco de Londres, México y Sudamérica.

## Aspecto internacional

### Relaciones con Ecuador

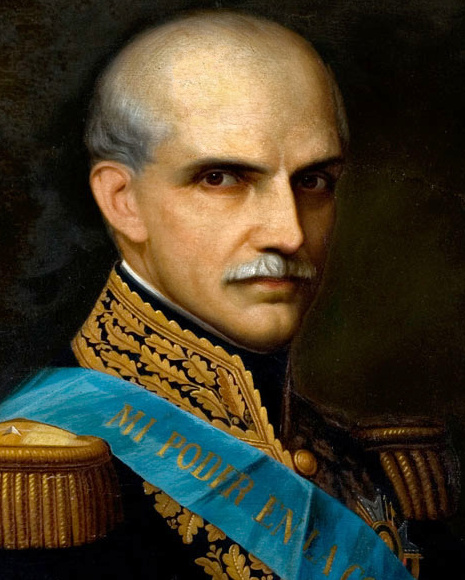
Gabriel García Moreno, presidente ecuatoriano bajo cuyo gobierno se desaprobó el Tratado de Mapasingue de 1860; lo mismo hizo el gobierno de San Román.

El Congreso, por resolución legislativa de 13 de enero de 1863, desaprobó el tratado de Mapasingue, firmado con Ecuador en 25 de enero de 1860, el mismo que había puesto fin a la guerra de 1858-60. El gobierno ecuatoriano ya lo había desaprobado en 8 de abril de 1861. La razón invocada por el Congreso peruano fue que dicho tratado se había ajustado con una facción que no representaba a la totalidad del Ecuador, como era el gobierno de Guayaquil, aparte de que contenía estipulaciones que afectaban al honor del Perú. La ley establecía también que el gobierno peruano debía tomar medidas «para restablecer las nuevas relaciones entre el Perú y el Ecuador sobre bases justas, equitativas y honrosas para ambos países».
Ello indudablemente fue recibido con regocijo en Ecuador. Cuando falleció San Román, el gobierno del presidente ecuatoriano Gabriel García Moreno ordenó a sus conciudadanos que vistieran luto por tres días y que se rindiera al presidente peruano homenajes como si se tratara de un presidente ecuatoriano, en las catedrales y en las ceremonias castrenses.

### La amenaza de la Escuadra Española

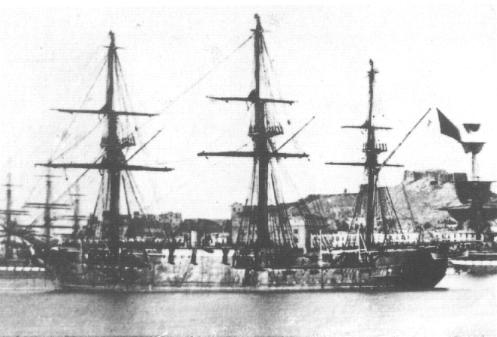
La fragata Resolución, integrante de la llamada Expedición Científica Española.

En 1862 se anunció la partida desde España de la llamada Expedición Científica con destino a Sudamérica. Un informe confidencial advirtió al gobierno de San Román que el propósito encubierto de dicha escuadra era de agresión contra el Perú. El Ejecutivo pidió entonces al Congreso que le diera facultades extraordinarias y autorización para reforzar la armada naval, pero no tuvo éxito.
El 5 de mayo de 1863, es decir, un mes después de la muerte de San Román, dicha escuadra arribó a Valparaíso, en Chile. Aunque su propósito oficial era hacer estudios científicos, venía con instrucciones secretas de hacer respetar los intereses de los súbditos españoles que vivían en las repúblicas hispanomericanas. Particularmente se mencionaba al Perú como el país que más agresivamente se había portado con España. Este conflicto lo tendría que enfrentar el siguiente gobierno de Juan Antonio Pezet, quien endeudaría al Perú por dicho motivo e incluso perdería la presidencia por una revolución al ser visto por la ciudadanía como débil ante la agresión.

## Obras diversas
- Continuó con la ejecución de las obras públicas iniciadas durante el anterior gobierno de Castilla. No se iniciaron otras obras.[34]
- Dio un decreto que prohibía la venta de los bienes de la Iglesia, que hasta entonces se hacía por sumas ínfimas.[35]
- Por ley de 16 de diciembre de 1862 se adoptó para todo el país el sistema métrico decimal de pesas y medidas.[36][26]

## Enfermedad y fallecimiento de San Román

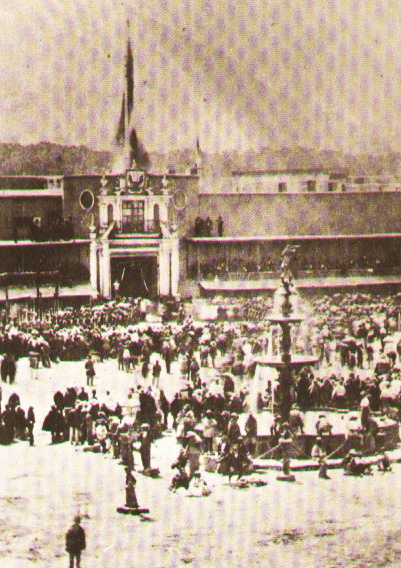
Concentración popular en la Plaza Mayor de Lima, durante los funerales del presidente San Román, fallecido en Chorrillos el 3 de abril de 1865. Al fondo la fachada original del Palacio de Gobierno del Perú.

A principios de 1863, San Román enfermó o mejor dicho, recayó de un antiguo mal de la orina, que al parecer se había agravado por los repetidos agasajos y trasnochadas que siguieron a su elección como presidente. Siguiendo el consejo de trasladarse a un lugar de clima más saludable, abandonó Lima y el 17 de marzo de 1863 se instaló en la villa de Chorrillos, donde continuó trabajando con sus ministros.
El 30 de marzo el estado de salud de San Román se agravó. Los médicos admitieron haberse equivocado en el diagnóstico inicial y concluyeron que sufría de una enfermedad que le comprometía el hígado y los riñones, y que era incurable. Castilla, que residía también en Chorrillos, fue a visitar a San Román y le fue muy sincero sobre su pronóstico, actitud que los demás no habían tenido con el presidente. Le aconsejó que hiciera su testamento y se reconciliara con la fe religiosa. San Román comprendió su situación y mandó llamar al párroco de Chorrillos para recibir los auxilios de la religión. Desde Lima trajeron al célebre padre franciscano Pedro Gual para que oficiara de confesor. San Román le autorizó a publicar su retractación de haber pertenecido a la logia masónica. En cuanto a su testamento, dejó constancia que conservaba solo una parte de la herencia que recibiera de su padre, y puso a disposición de la patria a su familia que quedaba en el desamparo.
Al difundirse en Lima la noticia sobre el estado grave del presidente, muchos jefes militares y personalidades civiles fueron a Chorrillos a visitarlo. En su lecho de agonía, San Román vio juntos a Castilla, Vivanco y Echenique, enconados rivales de la reciente vida política peruana. Finalmente, falleció en brazos de Castilla, a las once de la mañana de 3 de abril de 1863 (Viernes Santo). Fue honrado con solemnes funerales que se realizaron en Lima. Era la primera vez que se celebraban las exequias de un presidente peruano fallecido en el ejercicio de su función, con cuerpo presente. El majestuoso ceremonial concluyó el 9 de abril, con el entierro del presidente en el cementerio de Lima, donde pronunciaron sendos discursos José Gregorio Paz Soldán y José Antonio Barrenechea. A propósito de este acontecimiento, se publicó un folleto ilustrado con fotografías de Eugenio Courret, que ya por entonces difundía dicho arte en Lima, desde su célebre estudio.

## La sucesión

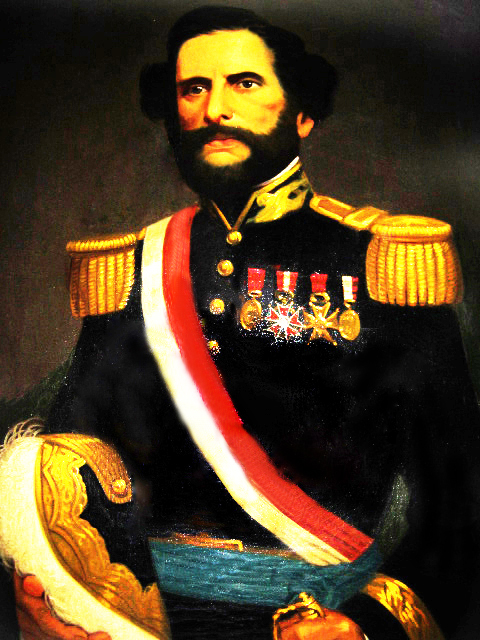
El general Juan Antonio Pezet, por ser el primer vicepresidente de la República, tomó el mando de la Nación tras la muerte de San Román.

De acuerdo a la Constitución de 1860, quien debía asumir el poder en caso de muerte del presidente era el primer vicepresidente, o en su defecto, el segundo. Como se hallaban ausentes los dos vicepresidentes (Juan Antonio Pezet en Europa por motivos de salud, y Pedro Diez Canseco en Arequipa), los jefes militares se pusieron de acuerdo en dar interinamente el poder a Ramón Castilla, por ser el militar más antiguo y prestigiado del escalafón. Los adversarios del mariscal temieron que este se perpetuase en el poder; los créditos bajaron y hubo pánico en el comercio. Pero cuando al cabo de unos días regresó a Lima el segundo vicepresidente Pedro Diez Canseco, Castilla le entregó tranquilamente el mando. Diez Canseco se encargó interinamente del gobierno durante unos cuatro meses. El 3 de agosto de 1863 regresó al Perú el primer vicepresidente Juan Antonio Pezet, que de inmediato se hizo cargo del gobierno, siendo su misión culminar el periodo de San Román, según lo estipulado en la Constitución.
| Predecesor: Segundo gobierno de Ramón Castilla | Gobierno del Perú 24 de octubre de 1862 - 3 de abril de 1863 | Sucesor: Gobierno de Juan Antonio Pezet |